# Чидемли
Чидемли (на гръцки: Μεταμόρφωση, Метаморфоси, катаревуса Μεταμόρφωσις, Метаморфосис, до 1926 година Τσιδεμλή, Цидемли) е село в Гърция, дем Пеония, област Централна Македония.

## География
Селото е разположено северно от град Ругуновец (Поликастро), близо до границата със Северна Македония.

## История
След Междусъюзническата война в 1913 година селото остава в Гърция. В него са настанени гърци бежанци от Турция. Боривое Милоевич пише в 1921 година („Южна Македония“), че Чидемли има 45 къщи турци. В 1928 година селото е изцяло бежанско със 107 семейства и 416 жители бежанци.
| Година    | 1913 | 1920 | 1928 | 1940 | 1951 | 1961 | 1971 | 1981 | 1991 | 2001 | 2011 | 2021 |
| --------- | ---- | ---- | ---- | ---- | ---- | ---- | ---- | ---- | ---- | ---- | ---- | ---- |
| Население |      |      |      |      |      |      |      |      | 243  | 260  | 206  | 174  |